# Điện Thắng Bắc
Điện Thắng Bắc is een xã in het district Điện Bàn, een van de districten in de Vietnamese provincie Quảng Nam.
Điện Thắng Bắc ligt op de westelijke oever van de Vĩnh Điện. Een belangrijke verkeersader in Điện Thắng Bắc is de Quốc lộ 1A. Điện Thắng Bắc heeft ruim 5500 inwoners op een oppervlakte van 3,57 km².